# Търлок
Търлок (на английски: Turlock) е град в окръг Станислос, щата Калифорния, САЩ. Търлок е с население от 73 556 жители (по приблизителна оценка от 2017 г.) и обща площ от 34,5 km². Намира се на 31 m надморска височина. ЗИП кодовете му са 95380 – 95382, а телефонният му код е 209.